# Lymanopoda tolima
Lymanopoda tolima är en fjärilsart som beskrevs av Gustav Weymer 1911. Lymanopoda tolima ingår i släktet Lymanopoda och familjen praktfjärilar. Inga underarter finns listade i Catalogue of Life.